# Coupe d'Allemagne de cyclisme sur route 2006
La Coupe d'Allemagne de cyclisme 2006 est la première édition de la Coupe d'Allemagne de cyclisme. Elle a eu lieu d'avril à octobre.

## Élites

### Hommes

#### Résultats
| Date            | Course                            | Vainqueur           | Équipe                  |
| --------------- | --------------------------------- | ------------------- | ----------------------- |
| 17 avril        | Tour de Cologne                   | Christian Knees     | Team Milram             |
| 19–23 avril     | Tour de Basse-Saxe                | Alessandro Petacchi | Team Milram             |
| 26–30 avril     | Tour de Rhénanie-Palatinat        | Rene Haselbacher    | Gerolsteiner            |
| 1er mai         | Grand Prix de Francfort           | Stefano Garzelli    | Liquigas                |
| 24–28 mai       | Tour de Bavière                   | Alberto Martinez    | Agritubel               |
| 3 juin          | Grand Prix de la Forêt-Noire      | Jure Golčer         | Perutnina Ptuj          |
| 23 juin         | Championnat d'Allemagne du clm    | Sebastian Lang      | Gerolsteiner            |
| 25 juin         | Championnat d'Allemagne sur route | Dirk Müller         | Team Target-Exist-Spuik |
| 19–23 juillet   | Tour de Saxe                      | Vladimir Gusev      | Discovery Channel       |
| 30 juillet      | Vattenfall Cyclassics             | Óscar Freire        | Rabobank                |
| 1–9 août        | Tour d'Allemagne                  | Jens Voigt          | Team CSC                |
| 12 août         | Tour de la Hainleite              | Jens Voigt          | Team CSC                |
| 13 août         | Tour de Bochum                    | Jens Voigt          | Team CSC                |
| 16–20 août      | Regio-Tour                        | Andreas Klöden      | T-Mobile                |
| 10 septembre    | Tour de Nuremberg                 | Gerald Ciolek       | Team Wiesenhof-Akud     |
| 13–17 septembre | Drei-Länder-Tour                  | Sebastian Lang      | Gerolsteiner            |
| 3 octobre       | Münsterland Giro                  | Paul Martens        | Skil-Shimano            |

#### Classement
1. Jens Voigt, 285 pts
2. Gerald Ciolek, 164 pts
3. Erik Zabel, 150 pts
4. Danilo Hondo, 123 pts
5. Sebastian Lang, 118 pts
6. Dirk Müller, 115 pts
7. Vladimir Gusev, 100 pts
8. Óscar Freire, 100 pts
9. Christian Knees, 91 pts
10. David Kopp, 85 pts

### Femmes

#### Résultats
| Date          | Course                            | Vainqueur         | Équipe                   |
| ------------- | --------------------------------- | ----------------- | ------------------------ |
| 23 juin       | Championnat d'Allemagne du clm    | Charlotte Becker  | NRW Team Pro-West        |
| 24 juin       | Championnat d'Allemagne sur route | Claudia Häusler   | Nürnberger Versicherung  |
| 17–23 juillet | Tour de Thuringe                  | Nicole Cooke      | Univega Pro Cycling Team |
| 13 août       | Tour de Bochum                    | Oenone Wood       | Nürnberger Versicherung  |
| 10 septembre  | Tour de Nuremberg                 | Regina Schleicher | Nürnberger Versicherung  |

#### Classement
1. Nicole Cooke, 77 pts
2. Regina Schleicher, 75 pts
3. Ina-Yoko Teutenberg, 71 pts

## Espoirs

### Hommes

#### Résultats
| Date          | Course                            | Vainqueur          | Équipe                       |
| ------------- | --------------------------------- | ------------------ | ---------------------------- |
| 16 avril      | Tour de Düren                     | Elnathan Heizmann  | Regiostrom-Senges            |
| 9.–14 mai     | Tour de Thuringe                  | Tony Martin        | Thüringer Energie Team       |
| 21 mai        | Neuseen Classics                  | Danilo Hondo       | Lamonta                      |
| 28 mai        | Championnat d'Allemagne sur route | Dominik Roels      | Team Wiesenhof-Akud          |
| 2–5 juin      | Tour de Berlin                    | Alex Rasmussen     | Équipe nationale du Danemark |
| 15–18 juin    | Tour de Mainfranken               | Sebastian Schwager | Thüringer Energie Team       |
| 23 juin       | Championnat d'Allemagne du clm    | Tony Martin        | Thüringer Energie Team       |
| 27 août       | Tour du Sachsenring               | Artur Gajek        | Team Wiesenhof-Akud          |
| 1–3 septembre | Stuttgart-Strasbourg              | course annulée     | course annulée               |

#### Classement
1. Tony Martin, 105 pts
2. Sebastian Schwager, 78 pts
3. Dominik Roels, 76 pts
4. Alexander Gottfried, 150 pts
5. Artur Gajek, 150 pts
6. Christian Leben, 150 pts
7. Alex Rasmussen, 150 pts
8. Sebastian Frey, 150 pts
9. Christoph Pfingsten, 150 pts
10. Mark Cavendish, 150 pts